# Inesquecível (filme de 2007)
Inesquecível (2007) é um filme brasileiro de longa metragem dirigido por Paulo Sérgio de Almeida. O roteiro é de Marcos Bernstein, com colaboração de Marcos Lazarini, e baseado em argumento de Mariza Leão e Paulo Sérgio de Almeida, baseado ainda no conto O Espectro, de Horácio Quiroga.
A trilha sonora é de David Tygel. a fotografia de Antônio Luiz Mendes, a direção de arte de José Joaquim Salles, os figurinos de Marília Carneiro e a edição de Diana Vasconcellos.
Inesquecível foi filmado em Buenos Aires e no Rio de Janeiro e é e estréia de Guilhermina Guinle no cinema. A canção da abertura é de Caetano Veloso. Há também músicas de Astor Piazzolla.

## Sinopse
O filme trata de um triângulo amoroso entre os dois melhores amigos e uma mulher.

## Elenco
- Murilo Benício .... Diego Borges
- Caco Ciocler .... Guilherme Quiroga
- Guilhermina Guinle .... Laura Monteiro
- Fernanda Machado .... esposa
- Gustavo Rodrigues .... amante
- Marcos França .... Alberto
- Marly Bueno .... Norma
- Nildo Parente .... padre
- Roberto Frota .... juiz de paz
- Tião D'Ávila .... seu Pedro
- Alexandre Dantas .... cenógrafo
- Luiz Octávio Moraes .... detetive
- Bia Sion .... bilheteira
- Helder Agostini .... Diego Borges - jovem
- Thiago Oliveira .... Guilherme Quiroga - jovem
- Liz Maggini Seraphin ....Laura Monteiro - jovem